# Ernesto Giesbrecht
Ernesto Giesbrecht (Ponta Grossa, 27 de março de 1921 — São Paulo, 20 de julho de 1996) foi um químico, pesquisador e professor universitário brasileiro.
Membro associado da Academia Brasileira de Ciências e comendador da Ordem Nacional do Mérito Científico, foi professor titular do Instituto de Química da Universidade de São Paulo (IQ-USP), de onde também foi diretor, entre 1974 e 1978. Hoje, o laboratório de química inorgânica do IQ-USP leva o seu nome.

## Biografia
Ernesto nasceu na cidade de Ponta Grossa, no Paraná, em 1921. Começou o então curso secundário em Curitiba, mas concluiu no Liceu Coração de Jesus, em São Paulo, para onde se mudou em 1935. Lá também cursou o pré-politécnico, curso de dois anos preparatório para ingressar na Escola Politécnica.
Formou-se na sétima turma de Química na Faculdade de Filosofia, Ciências e Letras (FFCL), da USP, em 1941. Em 1943, recebeu o título de bacharel em Química e permaneceu na faculdade, como assistente do professor Heinrich Rheinboldt, a convite deste. Tornou-se doutor em 1947, sob a orientação de Rheinboldt, com a tese "Estudo sistemático sobre o isomorfismo de éteres, sulfetos, selenetos e acíclicos", livre-docente em 1952 e professor catedrático em 1962.
Além de ter dirigido o IQ-USP (de cuja instalação da congregação foi signatário em 27 de fevereiro de 1970), foi também diretor da FFCL-USP em Ribeirão Preto, entre 1981 e 1984, e vice-diretor da Escola de Comunicações Culturais (1969-1970), do Instituto de Biociências (1978-1981) e do IQ-USP (1970-1974). Foi eleito membro da Academia Brasileira de Ciências em 1968 e da Academia de Ciências do Estado de São Paulo em 1974.
Coordenou ainda o Programa Multinacional de Química, patrocinado pela Organização dos Estados Americanos (1969-1975), e o Programa NAS-CNPq, na área de química inorgânica, juntamente com o professor Henry Taube, "possibilitando a implantação de pesquisas modernas na área de reações inorgânicas na USP". Além de Taube, trabalhou com outro vencedor de Prêmio Nobel, Paul Karrer. Foi fundador da Sociedade Brasileira de Química, fundador e editor de revista de educação e organizador de diversos simpósios internacionais, científicos e de educação, pela OEA, como membro da Comissão de Ensino de Química da IUPAC e como secretário geral da Federação Latino-Americana das Sociedades Químicas, FLAQ.

## Morte
Ernesto morreu em 20 de julho de 1996, em São Paulo, aos 75 anos, devido a um infarto. Ele era acometido pela Doença de Parkinson havia alguns anos.